# Supercoupe du Pérou de football
La Supercoupe du Pérou de football, en espagnol Supercopa Peruana de Fútbol, est une compétition annuelle et officielle de football organisée par la Fédération péruvienne de football (FPF). 
Programmée en ouverture de la saison et disputée sur un match simple, elle oppose le champion du Pérou en titre au vainqueur de la Copa Bicentenario.

## Histoire
L'antécédent le plus lointain d'une supercoupe au Pérou remonte à 1919 lorsque la ligue péruvienne de football organise la Copa de Campeones del Perú. À l'occasion le Sport Alianza (aujourd'hui Alianza Lima) remporte ce trophée en battant le Jorge Chávez N°1 2-0.
Presque un siècle plus tard, en 2012, la Fédération péruvienne de football organise une deuxième supercoupe appelée Copa Federación opposant le champion du Pérou 2011 (Juan Aurich) au vainqueur du Torneo Intermedio 2011 (José Gálvez FBC) avec une victoire des derniers 1-0.
En 2018, une supercoupe non officielle, la Supercopa Movistar, oppose l'Alianza Lima (champion du Pérou 2017) au Sport Boys (champion de 2e division) et voit les premiers s'imposer 1 à 0.
En 2020, est créée officiellement la supercoupe du Pérou avec la volonté d'opposer le champion du Pérou au vainqueur de la Copa Bicentenario, équivalent de la Coupe du Pérou de football créée l'année précédente. La première édition de la supercoupe du Pérou est remportée par l'Atlético Grau, vainqueur de la Copa Bicentenario 2019, face au Deportivo Binacional, champion du Pérou 2020 (victoire 3-0).
Les éditions 2021 et 2022 sont néanmoins annulées, la première en raison de la pandémie de Covid-19, la deuxième faute de pouvoir trouver des dates libres dans le calendrier.

## Palmarès(par édition)
| N° | Édition | Vainqueur     | Score | Finaliste            | Lieu de la finale : stade (ville) | Affluence |
| -- | ------- | ------------- | ----- | -------------------- | --------------------------------- | --------- |
| 1  | 2020    | Atlético Grau | 3-0   | Deportivo Binacional | Estadio Miguel Grau (Callao)      | ?         |